# Via Aemilia

La via Aemilia, en marron sur la carte (de Placentia à Ariminum)

La via Aemilia, ou voie Émilienne est une route romaine construite à partir de -187 par le consul romain Marcus Aemilius Lepidus. Elle relie en ligne droite Plaisance à Rimini, en traversant de nombreuses villes de l'Émilie-Romagne (région composée de l'Émilie et de la Romagne), région à laquelle elle donna son nom.
Les principales villes traversées sont de fondation romaine, ou ont été refondées par les Romains : Plaisance (Placentia), Fidenza (Fidentia), Parme, Reggio d'Émilie (Regium Lepidi), Modène (Mutina), Bologne (Bononia), Imola (Forum Cornelii), Faenza (Faventia), Forlì (Forum Livii), Césène (Caesena), Rimini (Ariminum). Il faut aussi mentionner la ville antique de Claternae (it) (Ozzano dell'Emilia), totalement abandonnée après la chute de l'Empire romain.
À Césène, la Via Aemilia traversait le fleuve Savio grâce à un pont en bois qui devait se trouver à peu près à l'endroit de l'actuel Ponte Vecchio.
La via Aemilia joignait deux importantes voies romaines : la via Flaminia, route consulaire qui partait de Rome, caput mundi et arrivait à Rimini, colonia augustea, et la via Postumia, qui de Plaisance rejoignait Aquilée, dernier centre important de la Vénétie, région frontalière de l'Italie antique, territoire gouverné directement par le sénat de Rome.
Actuellement, la via Aemilia est classée route nationale no 9 et est prolongée à Milan.

## Route
| Site                                                | Distance (km) | Altitude (m) |
| --------------------------------------------------- | ------------- | ------------ |
| Ariminum (ponte di Tiberio)                         | Bol - 107     | 5            |
| ponte sul Rubicone                                  | Bol - 101     | 32           |
| Caesena                                             | ?             | 44           |
| Forum Popilii                                       | +8            | 33           |
| Forum Livii                                         | ?             | 34           |
| Faventia                                            | Bol - 50      | 34           |
| Forum Cornelii                                      | Bol - 33      | 47           |
| Claterna                                            | ?             |              |
| Bononia → Via Flaminia militare                     | Bol           | 54           |
| Ad Medias (Crespellano, frazione di Ponte Samoggia) | Bol + 10      | 64           |
| Forum Gallorum                                      | ?             | 42           |
| Mutina                                              | Bol + 37      | 34           |
| Regium Lepidi                                       | Bol + 61      | 58           |
| Tannetum                                            |               |              |
| Parma                                               | Parme (197)   | 55           |
| Fidentia                                            | Parme + 23    | 75           |
| Florentia                                           | Pia - 22      | 82           |
| Placentia                                           | Pia (254)     | 61           |

La route est relativement plate, sans grande pente.

### Profil altimétrique
Pour des raisons techniques, il est temporairement impossible d'afficher le graphique qui aurait dû être présenté ici.

## Galerie

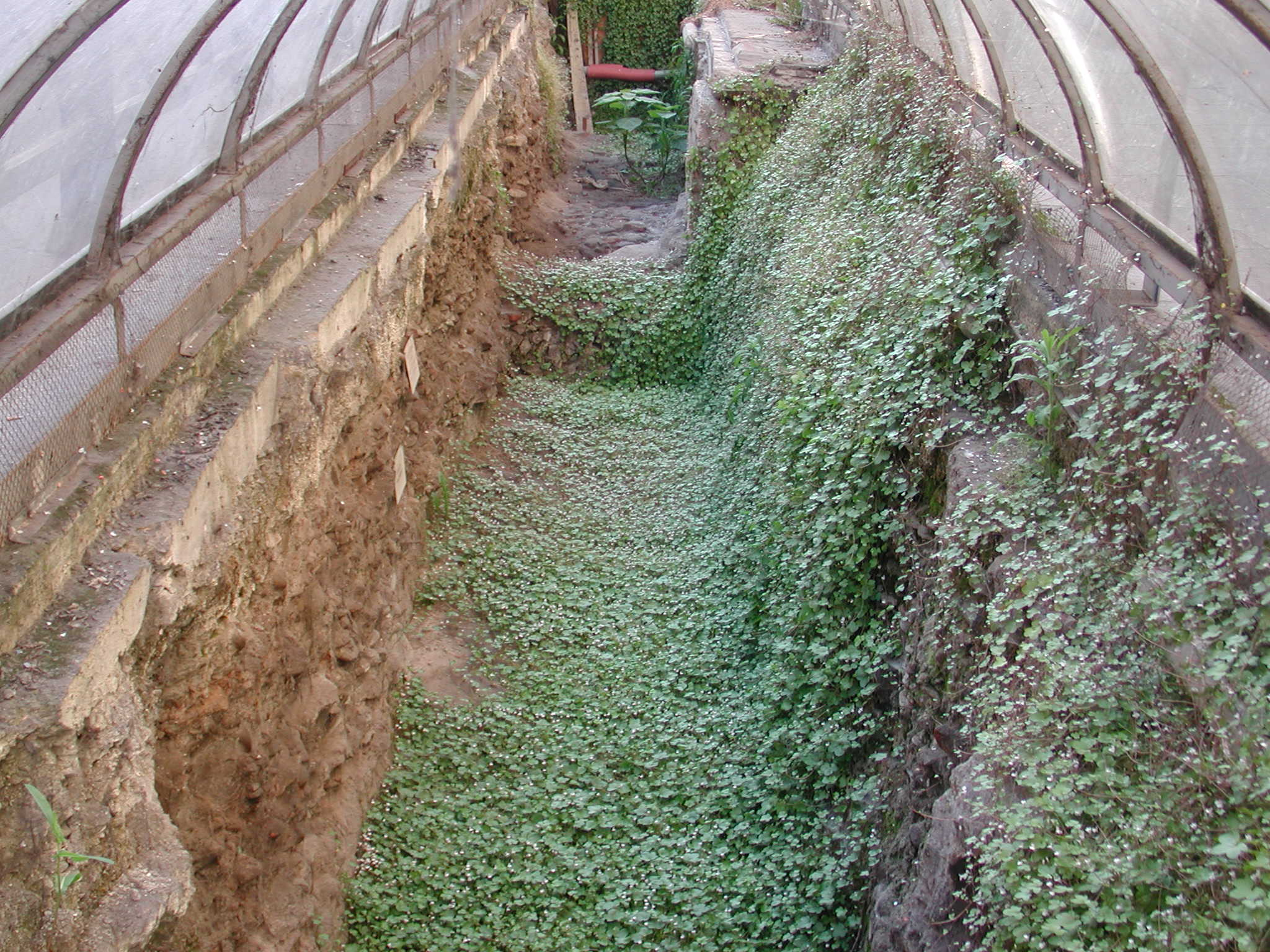
La voie romaine se trouve actuellement sous le niveau de la route. Fouilles à Reggio d'Émilie.
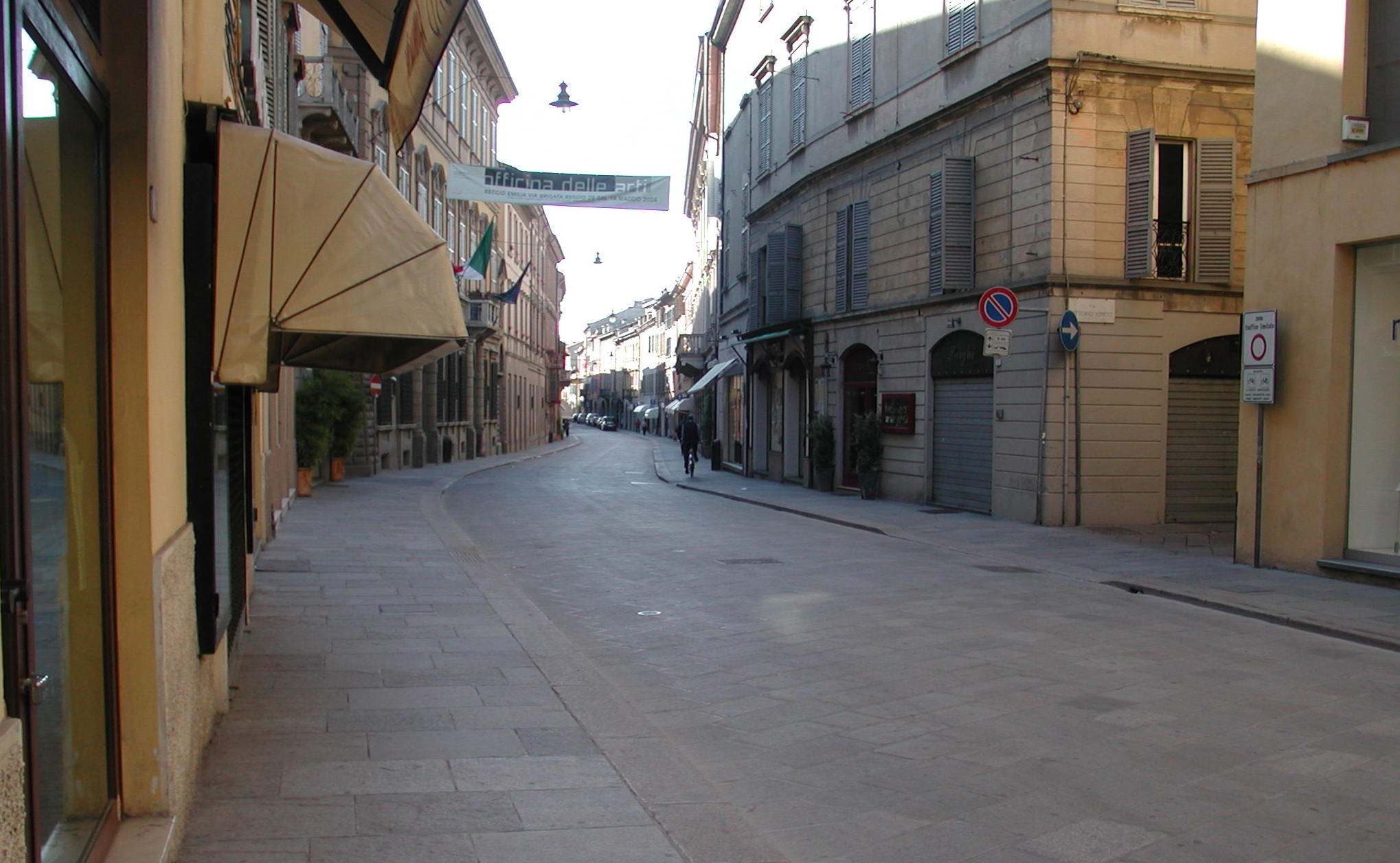
La via Emilia San Pietro à Reggio d'Émilie, en 2005. Cette rue est sur le tracé de l'antique voie romaine.
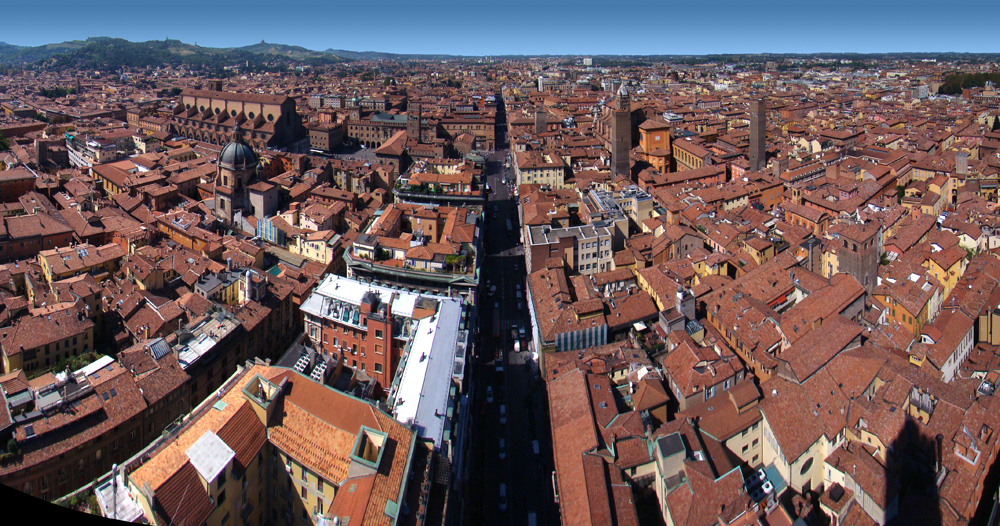
La Via Aemilia traversant Bologne.